# Свободненский сельский округ (Акмолинская область)
Свобо́дненский се́льский окру́г (каз. Свободный ауылдық округі) — административная единица в составе Есильского района Акмолинской области Республики Казахстан. Административный центр — село Свободное.

## История
По состоянию на 1989 год существовали Любимовский сельсовет (посёлок Раздольный) и Свободненский сельсовет (посёлок Свободный).
В 2019 году в состав села Свободное вошло село Раздольное, тем самым было образовано Свободненский сельский округ.

## Население
| Динамика численности населения | Динамика численности населения | Динамика численности населения |
| 1989                           | 1999                           | 2009                           |
| ------------------------------ | ------------------------------ | ------------------------------ |
| 2 096                          | 1 648                          | 1 332                          |

## Состав
В нынешний момент в состав сельского округа входят 2 населённых пункта:
| № | Населённый пункт | Тип населённого пункта       | Население, 1989 | Население, 1999 | Население, 2009 |
| - | ---------------- | ---------------------------- | --------------- | --------------- | --------------- |
| 1 | Раздольное       | село                         | 809             | 741             | 406             |
| 2 | Свободное        | село, административный центр | 2 096           | 1 648           | 1 332           |

## Экономика
Экономика сельского округа имеет сельскохозяйственную направленность.
В округе имеется всего 3 сельхозформирований: ТОО «Торгайская СХОС»; ТОО «СХП Гарыш»; ТОО «Агро союз 2».

## Объекты округа

### Объекты образования
В сельском округе функционирует 2 общеобразовательные школы. В селе Свободное работает детский сад «Карлыгаш», в Раздольное — мини-центр «Балапан».

### Объекты здравоохранения
Медицинскую помощь в селе Свободное оказывают 1 врач терапевт, 3 средних медицинских работника, 1 младший медицинский работник. В селе Раздольное помощь оказывает 1 средний медицинский работник.

## Управление

### Акима
Акимом сельского округа 21 ноября 2019 года был назначен Шайхистанов Алмаз Жанахметович (1974 года рождения).

### Местное самоуправление[5]
В течение года поступило налогов в размере 3342,2 тысяч тенге, в том числе:
- индивидуальный подоходный налог с доходов, не облагаемых у источника выплаты: 459,7 тысяч тенге;
- налог на имущество физических лиц: 83,6 тысяч тенге;
- земельный налог: 16,5 тысяч тенге;
- налог на транспортные средства с физических лиц: 2768,8 тысяч тенге;
- налог на транспортные средства с юридических лиц: 13,6 тысяч тенге.